# Гринфилд, Макс
Макс Гринфилд (англ. Max Greenfield, род. 4 сентября 1979) — американский телевизионный актёр, наиболее известный по роли Шмидта в комедийном телесериале «Новенькая». В 2012 году он был номинирован на премии «Эмми» за лучшую мужскую роль второго плана в комедийном телесериале, «Золотой глобус» за лучшую мужскую роль второго плана — мини-сериал, телесериал или телефильм и «Выбор телевизионных критиков» за лучшую мужскую роль второго плана в комедийном телесериале.

## Биография
Гринфилд родился и вырос в Доббс Ферри, Нью-Йорк. С 2011 года он живёт со своей женой Тесс Санчес в Лос-Анджелесе. У пары есть дочь Лилли (27.01.2010) и сын Оззи Джеймс (24.08.2015).
Гринфилд начал свою актёрскую карьеру в 1998 году, после окончания средней школы. Начинал Гринфилд с небольших ролей в разного рода телевизионных сериалах, включая «Бостонская школа», «Девочки Гилмор» и «Одинокие сердца». В 2007 году получил постоянную роль в сериале «Дурнушка Бетти». Первую свою кинороль Гринфилд сыграл в 2004 году, в картине «Черта Бронкса» В 2011 году он получил регулярную роль в ситкоме «Новенькая». После его успеха он снялся в фильме «Здравствуйте, меня зовут Дорис» с Салли Филд.
В 2021 году вышел триллер «Девушка, подающая надежды», снятый при участии Макса, главную роль в фильме исполнила Кэри Маллиган.

## Фильмография

### Кино
| Год  | Название                                  | Роль         | Примечания |
| ---- | ----------------------------------------- | ------------ | ---------- |
| 2004 | Черта Бронкса                             | Айк Грин     |            |
| 2005 | Безумная семейка                          | Итан         |            |
| 2014 | Они пришли вместе                         | Джейк        |            |
| 2014 | Вероника Марс                             | Лео Д’Эмато  |            |
| 2014 | Про Алекса                                | Джош         |            |
| 2015 | Выстрел в пустоту                         | Том          |            |
| 2016 | Игра на понижение                         | Брокер       |            |
| 2016 | Ледниковый период: Столкновение неизбежно | Роджер       | озвучка    |
| 2016 | Здравствуйте, меня зовут Дорис            | Джон Фримонт |            |
|      |                                           |              |            |
| 2017 | Стеклянный замок                          | Дэвид        |            |
| 2017 | Меня здесь нет                            | Папа         |            |
| 2018 | Глупый и бессмысленный жест               | Крис Миллер  |            |
| 2018 | Присяга                                   | Дэн          |            |
| 2019 | Чего хотят мужчины                        | Кевин Миртл  |            |
| 2020 | Кошки против собак 3                      | Роджер       | озвучка    |
| 2021 | Девушка, подающая надежды                 | Джо          |            |
| 2022 | Дублёр                                    | Винсент Ройс |            |
| 2023 | Начинающая женщина-режиссёр               | Робби        |            |
| 2024 | Без глазури                               | Рик Людвин   |            |

### Сериалы
| Год        | Название                                                   | Роль                    | Примечания |
| ---------- | ---------------------------------------------------------- | ----------------------- | --- |
| 2000       | ФАКультет                                                  | Виктор                  | |
| 2002       | Бостонская школа                                           | Шон Таллен              | Эпизод 2.12: Chapter Thirty-Five |
| 2003       | Девочки Гилмор                                             | Лукас                   | Эпизод 4.04: Chicken or Beef? |
| 2005-2007  | Вероника Марс                                              | Лео Д’Эмато             | 11 эпизодов |
| 2005       | Узнай врага                                                | подросток #2            | Эпизод 1.01: Al-Faitha |
| 2007       | Одинокие сердца                                            | молодой Сэнди Коен      | Эпизод 4.13: The Case of the Franks |
| 2007-2008  | Дурнушка Бетти                                             | Ник Пеппер              | 8 эпизодов |
| 2007       | Жизнь как приговор                                         | Брэдли Слоун            | Эпизод 1.02: Tear Asunder |
| 2008       | Университет                                                | Майкл                   | 5 эпизодов |
| 2008       | Кэт и Ким                                                  | парень в баре           | Эпизод 1.07: Gay |
| 2009       | Адвокатская практика                                       | Дэвид Стейнберг         | 4 эпизода |
| 2009       | Мелроуз Плейс                                              | Мики Ричардс            | Эпизод 1.05: Cannon |
| 2010       | Касл                                                       | Дэвид Николаидес        | Эпизод 2.22: Food to Die For |
| 2010       | Обмани меня                                                | Дэмиен Муссо            | Эпизод 2.13: The Whole Truth |
| 2010       | Необыкновенная семейка                                     | Мистер Роббинс          | Эпизод 1.05: No Ordinary Quake |
| 2010       | Только правда                                              | Джозеф Туччи            | Эпизод 1.08: Cold Case |
| 2010       | Под прикрытием                                             | Редман                  | Эпизод 1.11: The Key to It All |
| 2011, 2014 | Красотки в Кливленде                                       | Стив/Даг                | Эпизод 2.05: I Love Lucci, Part 1 Эпизод 5.07: The One with George Clooney |
| 2011       | Счастливый конец                                           | Йэн                     | Эпизод 1.09: You’ve Got Male |
| 2011-2017  | Новенькая                                                  | Уинстон Шмидт           | Главная роль Выбор телевизионных критиков «Лучшая мужская роль второго плана в комедийном сериале» — номинация Премия «Золотой глобус» «Лучшая мужская роль второго плана — мини-сериал, телесериал или телефильм» — номинация Премия «Эмми» «Лучшая мужская роль второго плана в комедийном телесериале» — номинация Teen Choice Awards «Choice TV: Male Scene Stealer» — номинация |
| 2012       | Спецназ: Сан-Диего                                         | Алистер МакКуин         | Эпизод 2.04: Lights, Camera, Assassination |
| 2013       | Закусочная Боба                                            | Бу Бу                   | озвучка Эпизод 3.21: Boyz 4 Now |
| 2014       | Робоцып                                                    |                         | озвучка Эпизод 7.11: Super Guitario Center |
| 2014-2015  | Проект Минди                                               | Ли                      | Эпизод 2.19: Think Like a Peter Эпизод 3.21: Best Man |
| 2015       | Американская история ужасов: Отель                         | Габриэль                | |
| 2017       | Уилл и Грейс                                               | Илай Вольф              | Эпизод 9.05 |
| 2017       | Да здравствует король Джулиан: Изгнанный                   | Киппер                  | Озвучка |
| 2018       | Убийство Джанни Версаче: Американская история преступлений | Ронни Холстон           | Эпизод 2 Эпизод 9 |
| 2017-2019  | Лемони Сникет: 33 несчастья                                | Братья по развязке      | |
| 2017-2021  | Ничего не происходит                                       | Котрик                  | |
| 2018-2022  | Соседство                                                  | Дейв Джонсон            | Главная роль |
| 2019-2022  | Тука и Берти                                               | Томас                   | Озвучка |
| 2019-...   | Вероника Марс                                              | Лео Д'Амато             | |
| 2021       | Доктор Дуги Камеалоха                                      | Доктор Артур Гольдштейн | |
| 2021-..    | Американские истории ужасов                                | Брайс Тейлор            | |